# 太陽病
伝統中国医学における太陽病（たいようびょう）は、三陰三陽病の一つで一番はじめに起こる外感性疾病。六経病では太陽経病である。
傷寒論では、「太陽の病たる、浮脈、頭項強痛して悪寒す」といわれ発病の初期で、悪寒あるいは悪風、発熱（微熱）、頭痛、項強、脈浮という症候の時期の病態である。

## 治療
太陽病の主要な治療法は、発汗（解表剤）である。
- 桂枝湯
- 麻黄湯
- 大青龍湯